# 144692 Katemary
144692 Katemary este un asteroid din centura principală de asteroizi.

## Descriere
144692 Katemary este un asteroid din centura principală de asteroizi. A fost descoperit pe 9 aprilie 2004 la Wrightwood de James Whitney Young. Asteroidul prezintă o orbită caracterizată de o semiaxă mare de 2,67 ua, o excentricitate de 0,14 și o înclinație de 3,0° în raport cu ecliptica.